# Gerald Brom
Gerald Brom (9 de março de 1965, Albany) é um pintor, illustrator e escritor dos Estados Unidos.

## Biografia
Filho de um piloto do Exército dos Estados Unidos, passou muitos anos da infância mudando-se, vivendo em diversos países como Japão e Alemanha. Terminou a escola em Frankfurt.

## Ilustrações
- Blood Charge, 1990, (TSR Inc)
- Quadrunner, 1991
- Enchanter, 1991
- Wild One, 1991,  (TSR inc)
- Blood Weaver, 1992
- Dominator, 1992, (TSR inc)
- Wings, 1992, (TSR inc)
- Overlord, 1992, (TSR inc)
- Overlook, 1992, (TSR inc)
- Seductress, 1992, (TSR inc)
- Bedeviled, 1993
- Blazon, 1993
- Lonestalker, 1993
- The Weird, 1993,  (TSR inc)
- Lost Heroes, 1993,  (TSR inc)
- Reckoneers, 1993,  (TSR inc)
- Vexatious, 1993
- Allure of Damnation, 1993
- Doomed, 1994
- Lone Wolfe, 1994
- Dragon Song, 1994
- Druid, 1994
- Jungle Queen, 1994
- War Bird, 1994
- Crustacean, 1994
- The Harlequin, 1994
- Rebel, 1994
- Rat's Den, 1994
- Red Death, 1994
- Bleeder, 1994
- Laytextra, 1994
- Miss Muffet, 1994
- Stringer, 1994
- The Silent Quintet, 1994
- Clergy Ann, 1994
- Flesh Eater, 1994
- The Perch, 1994
- The Cloaked one, 1994
- Hoodoo Man, 1994
- A Reverence lost, 1994
- foul thing, 1994
- The Manifest, 1994
- Boulderdash, 1994
- Black Face, 1994
- The Plucker, 1994
- Rex, 1994
- Skullberrys, 1994
- Dr. Illhearted, 1994
- Grinning Wrath, 1994
- Blusterer, 1994
- Dog, 1994
- Rev. Thunderbones, 1994
- Mad Jack Boweled, 1994
- Ratchet, 1994
- Hypo Derma, 1994
- Hex, 1994
- Linda Loveless, 1994
- Dr. Phobic, 1994
- Devlin Mcbain, 1994
- El Beasto, 1994
- Boots, 1994
- The Servant, 1994
- Ghoul in the pew, 1994
- Fire Clown, 1995
- Rot Fang, 1995
- Guardian, 1995
- Red Hand, 1995,  (TSR inc)
- Haniel, 1995
- Sammael, 1995
- Lilith, 1995
- Hemah, 1995
- Golab, 1995
- Arloch, 1995
- Michael, 1995
- Raguel, 1995
- Uriel, 1995
- Mansemat, 1995
- Iblis, 1995
- Gnasher, 1995
- Black Unicorn, 1995
- Plague Walker, 1995
- Razor Shiefa, 1995
- Witch Lord, 1995
- Razor Sliph, 1995
- Morb's Revenge, 1995
- Chephros, 1995
- Bone Fright, 1995
- Zombie, 1995
- Dog Bane, 1995
- Kazarian Squawker, 1995
- Rock Lord, 1995
- Rithik, 1995
- Lorg Mole, 1995
- Demon Horde, 1995
- Coil, 1996
- Grinner, 1996 (Dark Age)
- Field Medic, 1996 (Dark Age)
- Kaustic, 1996 (Dark Age)
- Blessen, 1996 (Dark Age)
- Grafter, 1996 (Dark Age)
- Wrekenball, 1996 (Dark Age)
- Strik, 1996 (Dark Age)
- Saint Mark, 1996 (Dark Age)
- The Crusher, 1996 (Dark Age)
- Raze, 1996 (Dark Age)
- Teutonic, 1996 (Dark Age)
- Resurrection, 1996 (Dark Age)
- Bluff, 1996 (Dark Age)
- Gunslinger, 1996
- Lady Death, 1996
- Souless, 1996
- White Sword, 1996
- Crossed Swords, 1996
- Drill Head, 1996
- Brood, 1996
- Souless', 1996
- Grave Expectations, 1996
- Last Crusade, 1996
- Night Bells, 1996
- Alone, 1996
- Ghoul in the Moon, 1996
- Moon Dog, 1996
- Loveless, 1996
- Moonblade, 1996
- Autumn, 1996
- Moonlight, 1996
- Eldora, 1996 (Dark Age)
- Lucky, 1996 (Dark Age)
- Reaver, 1996 (Dark Age)
- x.cess, 1996 (Dark Age)
- War Wind, 1996 (Dark Age)
- the charge, 1996 (Dark Age)
- all hale, baa baa, 1996 (Dark Age)
- Blood Ritual, 1996 (Dark Age)
- Seeker, 1996 (Dark Age)
- Mean Jellybean, 1996 (Dark Age)
- Wastenott, 1996 (Dark Age)
- Gazell, 1996 (Dark Age)
- Spook, 1996 (Dark Age)
- Helexa, 1996 (Dark Age)
- Peace, 1996 (Dark Age)

## Trabalhos

### Livros
- Lost Gods: A Novel (2016)
- Krampus: The Yule Lord (2012)
- The Child Thief (2009)
- The Devil's Rose (2007)
- The Plucker (2005)
- Darkwerks: The Art of Brom (2000)
- Brom's Little Black Book
- Offerings
- Metamorphosis (2007) (beinArt) ISBN 978-0-9803231-0-8

### Capas
- War of the Spider Queen: Dissolution (2003)
- War of the Spider Queen: Insurrection (2003)
- War of the Spider Queen: Condemnation (2004)
- War of the Spider Queen: Extinction (2005)
- War of the Spider Queen: Annihilation (2005)
- War of the Spider Queen: Resurrection (2005)

### Cinema & TV (arte conceitual)
- Van Helsing (2004)
- Scooby-Doo (2002)
- The Time Machine (2002) (não creditado)
- Ghosts of Mars (2001)
- Bless the Child (2000)
- Cleopatra 2525 (2000) (não creditado)
- Sleepy Hollow (1999) (poster art)
- Farscape (1999) (não creditado)
- Galaxy Quest (1999)

### Video games
- Doom II
- Diablo II
- Heretic
- Heretic II
- Skyborg: Into the Vortex
- Dungeons & Dragons: Tower of Doom
- Dungeons & Dragons: Shadow over Mystara

### Jogos de tabuleiro
- Dark Age (concept artist)
- Magic: The Gathering (concept artist)